# FC Vaslui
Fotbal Club Vaslui, cunoscut sub numele de FC Vaslui, pe scurt Vaslui, a fost un club de fotbal din Vaslui, România, care s-a desființat în anul 2014. În 2014, clubul a fost retrogradat de FRF în Liga a II-a întrucât nu a primit licență de Liga I. În plus, echipa s-a confruntat cu grave probleme financiare, urmate de acumularea datoriilor și lipsă de jucători. Ca urmare a acestei situații, la sfârșitul lunii iulie 2014 conducerea clubului a decis să refuze participarea în Liga a II-a și în rezultat echipa s-a desființat.

## Istoric

### Primii ani și evoluția dintr-o echipă de Divizia C într-una de Divizia A (2002–2007)
Pe 20 iulie 2002, nou-promovata în Divizia C Victoria Galați s-a mutat la Vaslui, după o înțelegere între Marius Stan și Municipiul Vaslui pentru folosirea Stadionului Municipal. Ioan Sdrobiș a fost numit antrenor, iar lotul principal a fost format în mare parte din foștii jucători ai Dunării Galați. De asemenea, clubul și-a schimbat numele în Fotbal Club Vaslui (FC Vaslui). Principalul obiectiv al clubului a fost promovarea în Divizia B. 

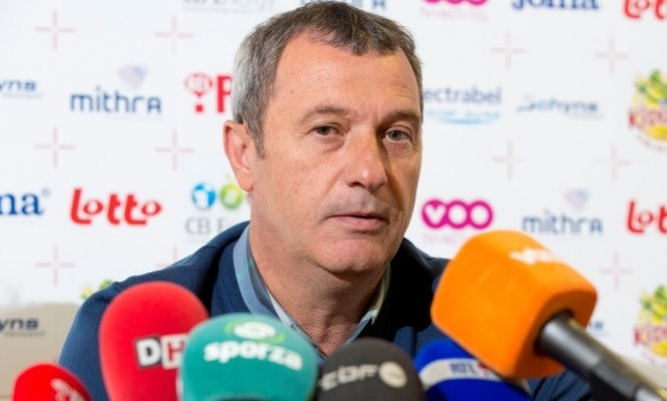
Mircea Rednic, antrenorul care a salvat-o pe FC Vaslui de la retrogradare în primul sezon de Divizia A.

La scurt timp după înființare, Adrian Porumboiu, fost arbitru, a preluat clubul și a schimbat imediat culorile echipei din alb-albastru în galben-verde, la fel ca cele folosite de firmele sale în domeniul agricol. La sfârșitul sezonului, în ciuda realizării promovării, Marius Stan, președintele clubului, și-a dat demisia, iar Adrian Porumboiu, patronul clubului, a optat să nu mai sponsorizeze echipa din cauza a ceea ce a perceput ca fiind neimplicarea conducerii Municipiului Vaslui. Cu o conducere nouă, obiectivul pentru nou-promovata în Divizia B a fost evitarea retrogradării. Cu un început de sezon bun și cu Adrian Porumboiu revenit la club, obiectivul a fost schimbat de la evitarea retrogradării la promovarea în Divizia A. Deși rivalii de la Poli Iași s-au impus in lupta pentru promovare în sezonul 2003-04, echipa a reușit să promoveze în sezonul 2004-05, stabilind un nou record, fiind clubul promovat în Divizia A în cel mai scurt timp, la doar trei ani de la înființare.
Cu echipa sa în Divizia A, Adrian Porumboiu a stabilit un buget impresionant pentru o echipă proaspăt promovată în prima divizie. Deși adusese jucători precum Claudiu Răducanu, Sabin Ilie, Nana Falemi și Cătălin Cursaru, Vasluiul a avut un parcurs foarte slab, prima victorie venind abia in martie 2006. În pauza de iarnă, Mircea Rednic a schimbat politica de transferuri a Vasluiului. Echipa a avut un retur bun, în care a reușit să se salveze de la retrogradare. Clubul a fost însă implicat într-un scandal uriaș, la meciul cu Steaua București din ultima etapă, pe 7 iunie 2006. Pentru a-și asigura titlul de campioană, Steaua trebuia să câștige la Vaslui. Așa s-a și întâmplat, Steaua a câștigat cu patru goluri și și-a asigurat titlul de campioană a Diviziei A, în timp ce Rapidul pierduse la Petroșani într-o partidă cu cinci jucători eliminați. Victoria ușoară a Stelei a fost pusă sub semnul întrebării de oficialii echipei Rapid București și de Adrian Porumboiu, care și-a acuzat unii jucători de blat și a anunțat că nu va mai sprijini financiar echipa. Fără susținerea financiară a lui Adrian Porumboiu și cu o mare parte dintre jucători plecați la alte echipe, au existat mai multe zvonuri cum că Vasluiul își va vinde locul din Divizia A, dar președintele clubului a negat acele zvonuri.
Cu o echipă complet diferită față de sezonul precedent, Vasluiul a avut același start slab de sezon ca înainte. FC Vaslui a terminat pe locul opt la finalul sezonului, cea mai bună performanță a clubului la acea vreme, datorită antrenorului Viorel Hizo, care a fost numit pe 24 septembrie 2006, după ce Mulțescu a fost demis. Cu toate acestea, în ciuda performanțelor sale solide, Hizo și-a dat demisia la sfârșitul sezonului din cauza infrastructurii proaste a clubului. Porumboiu, care se întorsese la club după plecarea sa din vară, a optat să investească o mare parte din bugetul clubului în îmbunătățirea infrastructurii proaste, în loc să aducă noi jucători.

### Anii de glorie, fotbal spectaculos (2007–2012)

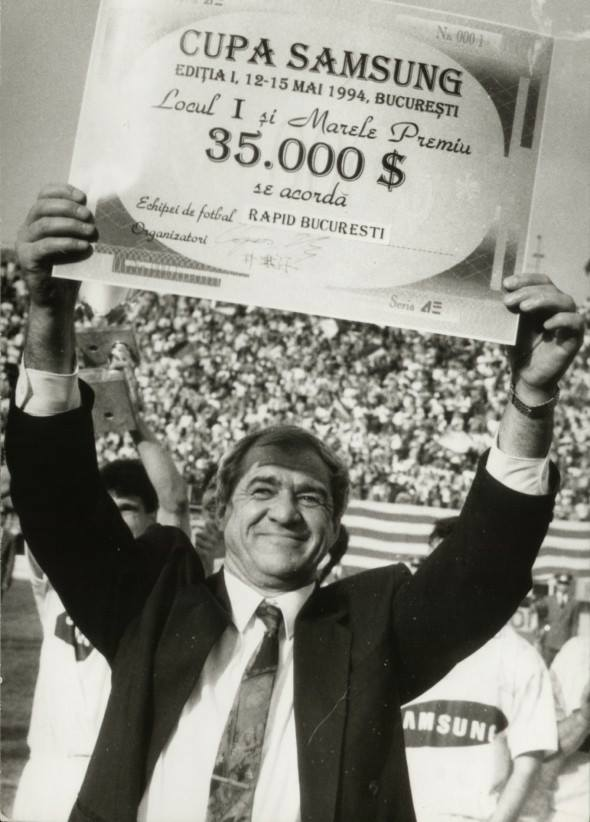
Viorel Hizo, antrenorul cu cel mai mult timp petrecut la FC Vaslui

După ce Dorinel Munteanu a fost dezvăluit ca fiind noul antrenor pentru sezonul 2007-08, obiectivul principal a fost stabilit: calificarea într-o competiție europeană. Sezonul a fost unul cu suișuri și coborâșuri pentru moldoveni, Vaslui asigurându-și locul final pentru competiția europeană grație Tribunalului de Arbitraj Sportiv (TAS). Vaslui a contestat decizia Oțelului Galați de a include doi jucători, cei doi fiind suspendați într-un meci între cele două cluburi. CAS i-a acordat Vasluiului cele trei puncte și drept urmare, Vasluiul a terminat pe poziția a șaptea, în fața lui Oțelul.
Cu echipa sa în Cupa UEFA Intertoto, Adrian Porumboiu a investit o sumă importantă de bani în jucători noi. Viorel Hizo fusese de asemenea repus în funcția de antrenor al echipei. După ce a învins clubul azer Neftçi, Vaslui s-a calificat în Cupa UEFA, dar nu a reușit să se califice în faza grupelor după ce au fost eliminați de Slavia Praga conform regulii golului în deplasare . 

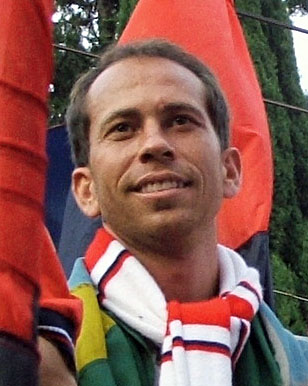
Adaílton: de-a lungul celor două sezoane, a fost jucătorul anului vasluian, căpitan și vicecampionul după coechipierul Wesley pentru Jucătorul străin al anului în Liga I.

Campionatul a fost unul cu suișuri și coborâșuri pentru echipă, Vasluiul ocupând aproape tot sezonul locul nouă. După o victorie împotriva Universității Craiova în ultima etapă și datorită celorlalte rezultate, Vaslui a terminat pe poziția a cincea pentru a-și asigura un loc în UEFA Europa League pentru al doilea an consecutiv (rebranding-ul Cupei UEFA ca UEFA Europa League pentru 2009–10). Echipa a ajuns și în semifinala Cupei României, unde a fost învinsă de CFR Cluj după o serie de erori ale arbitrului.
În al doilea sezon în competițiile europene, în ciuda câștigului în prima manșă, Vaslui nu a reușit să se califice pentru a doua oară în faza grupelor UEFA Europa League, după ce a pierdut cu AEK Atena .  În ciuda sezonului său european nereușit, Vasluiul a avut un sezon intern excelent, terminând pe locul al treilea în campionat  și ajungând în finala Cupei României.
Pentru că Vasluiul nu a reușit să se califice în faza grupelor Europa League în sezonul precedent, Adrian Porumboiu l-a numit antrenor pe spaniolul Juan López Caro. Totuși, numirea nu a fost un succes, deoarece nu numai că nu a reușit să ducă echipa în faza grupelor, dar a câștigat doar trei meciuri în primele zece etape, iar echipa a fost eliminată din Cupa României de echipa din Liga a III-a Alro Slatina. Deoarece contractul lui Caro avea o clauză de eliberare de 1 milion de dolari, Porumboiu a optat să-l suspende pe antrenorul spaniol, clubul ocupând locul șase în campionat, la doar șapte puncte în spatele liderului, și să-l reinstaleze pe Viorel Hizo. Acesta nu numai că a reușit să revigoreze echipa, dar a transformat-o într-un adevărat candidat la titlu. Însă, pe 4 ianuarie 2011, FC Vaslui a primit o interdicție de transfer de nouă luni de la FIFA în urma unei plângeri a fostului jucător Marko Ljubinković. În ciuda faptului că Porumboiu a făcut apel la CAS, decizia a fost menținută, interdicția expirând la 6 septembrie 2011. La sfârșitul sezonului 2010-2011, în ciuda faptului că nu a făcut niciun transfer în pauza de iarnă, Vaslui a terminat pe locul al treilea. pentru al doilea an consecutiv.
După ce Federația Română de Fotbal a refuzat licența echipei FC Timișoara pentru sezonul 2011-12, interzicând participarea acestora în competițiile europene, FC Vaslui le-a luat locul în turul trei preliminar al Ligii Campionilor UEFA. Totuși, Vasluiul a fost eliminat din competiție, coborând în play-off-ul Europa League. Vaslui a înfruntat Sparta Praga cu probleme majore la echipă, nouă jucători nu au putut juca: Kuciak și Pouga au refuzat să se întoarcă la echipă; Papp, Cânu, Adaílton, Wesley și Gladstone au fost accidentați, iar Milisavljević și Pavlović au fost excluși din lot. În ciuda acestui fapt, Vasluiul a avut cea mai importantă victorie, o victorie cu 2-0 pe teren propriu împotriva Spartei. Deși pierduse în manșa secundă cu 1-0, Vasluiul a reușit să se califice pentru prima dată în faza grupelor UEFA Europa League. Echipa a reușit să joace câteva meciuri grozave în faza grupelor împotriva unor cluburi precum Sporting Lisabona, Lazio și Zürich, terminând grupa pe locul 3, cu 6 puncte și cu mari șanse de a fi intrat în primăvara europeană. În același sezon, Vasluiul a terminat pe locul doi în Liga I, la doar un punct diferență de CFR Cluj.

### Căderea și falimentul (2012-2014)
Titlul ratat în 2012 a adus multă frustrare vasluienilor, iar Porumboiu a început din nou să se gândească la părăsirea fenomenului fotbalistic. Cu toate acestea, echipa s-a adunat sub comanda lui Viorel Hizo, având un sezon bun, fiind clasată pe locul 5, dar ratând Cupele Europene. Acest nou eșec a însemnat începutul sfârșitului, chiar dacă sezonul 2013–14 a început bine, sub conducerea lui Liviu Ciobotariu, după pauza de iarnă problemele financiare au fost prea mari, Adrian Porumboiu s-a retras definitiv și cu un lot format în mare parte din juniori, FC Vaslui s-a clasat pe locul 6, dar licența a fost refuzată, clubul a retrogradat în Liga 2, însă nu s-a mai înscris în competiție deoarece clubul nu mai avea jucători, datoriile erau mari și astfel echipa s-a desființat.

## Stadion

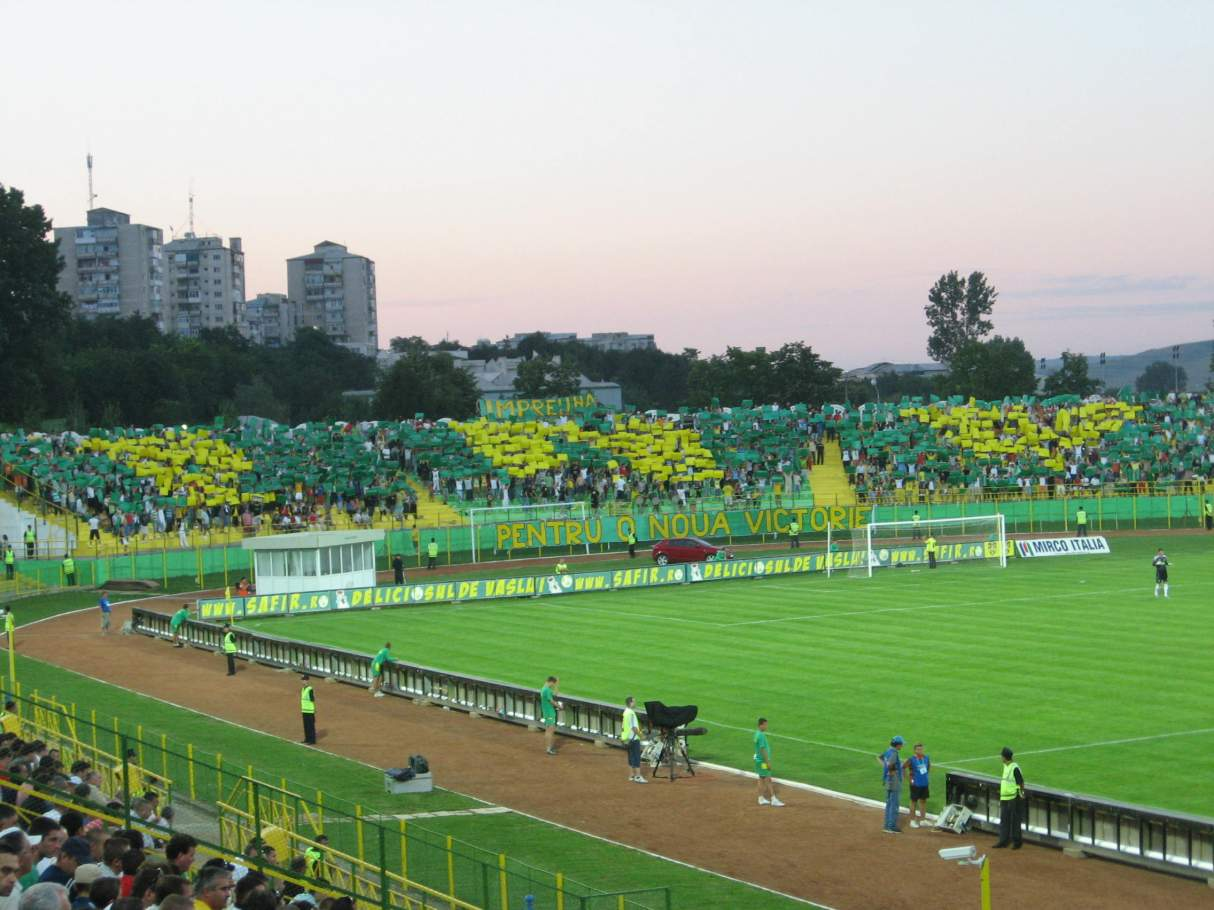
Stadionul Municipal și suporterii FC Vaslui în 2008.

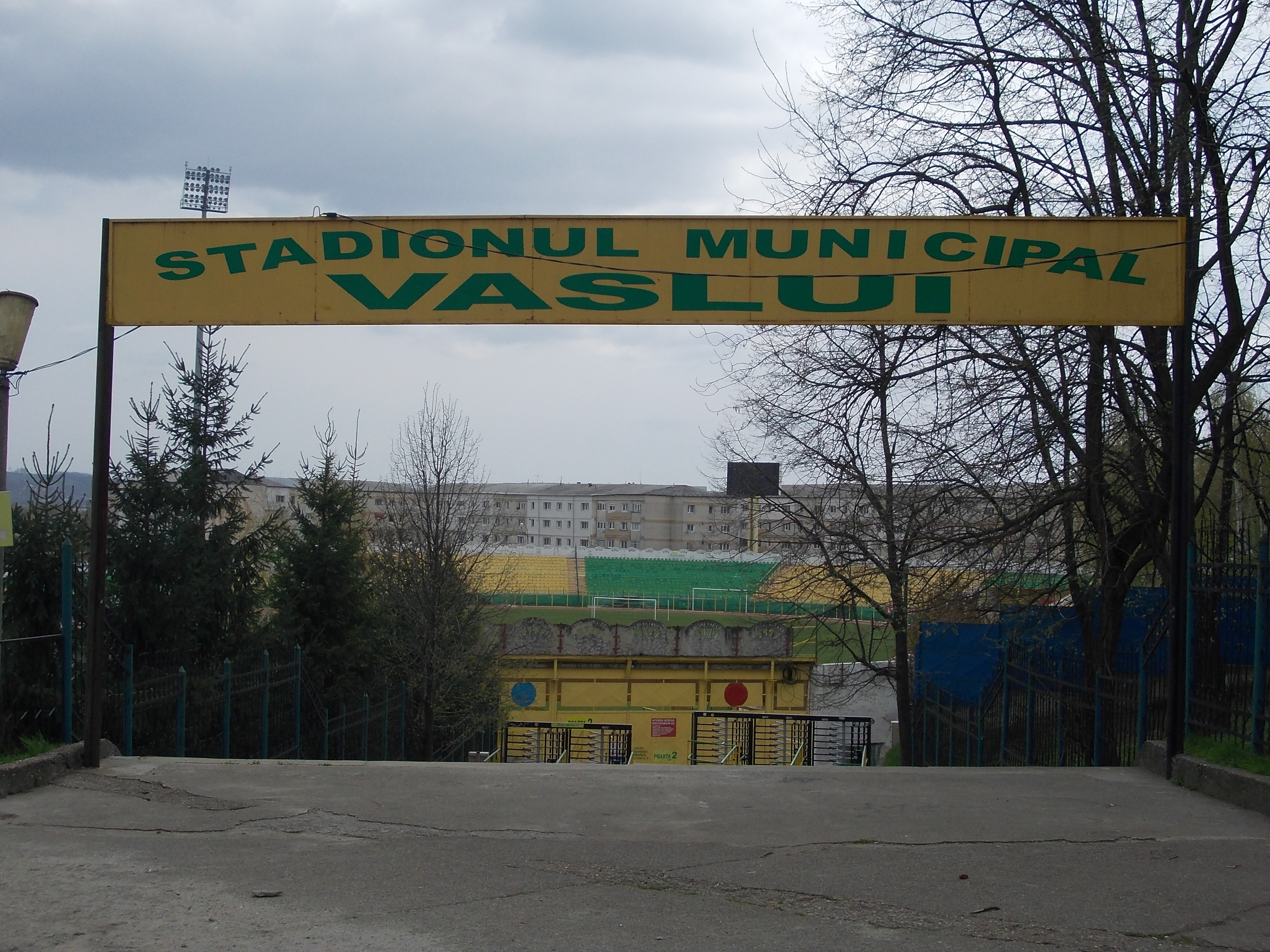
Intrarea în stadion

Stadionul Municipal este un stadion polivalent din Vaslui. A fost deschis în anul 1972 și este în proprietatea municipiului Vaslui. În 2002, când Victoria Galați s-a mutat la Vaslui, s-a ajuns la o înțelegere cu municipiul Vaslui, iar de atunci găzduiesc meciurile de acasă pe acest teren. Stadionul are o capacitate de aprox. 12.000 de spectatori și are o suprafață de joc cu iarbă naturală. Stadionul Municipal are și un stand oficial, cabine acoperite pentru oaspeți și presă, sistem de drenaj și irigare automată, acces la internet pentru media și un nou sediu de club. Sistemul de iluminat, cu o densitate de 2000 de lux, a fost inaugurat în 2008, acest stadion fiind al 11-lea din România cu sistem de iluminat. Este evaluat la două stele de către UEFA .

## Suporteri
Deși se zvonește că primii suporteri vasluieni ar fi apărut in anul 1999, prima grupare a fost Brigada Supremă, apărută probabil în martie 2002, grupare care la acea vreme susținea echipa Sportul Municipal Vaslui, această echipa desființându-se însă în vara lui 2002 din cauza situației financiare precare, chiar când apăruse FC Vaslui, echipă cu care vasluienii s-au obișnuit foarte rapid. Pe parcurs au mai apărut grupări precum Alcoholic Group, Nord (ambele în 2003, desființate însă într-un timp foarte scurt din cauza lipsei de membri, totuși Nord a existat mai mult decăt cei de la Alcoholic Group, desființată fiind în anul 2005), Dorobanții, care a luat ființă în anul 2004, pe 13 martie, la meciul cu Poli Unirea Iași, necesar pentru deciderea echipei care promova în Divizia A. Au mai fost și grupările Radical (în 2005, desființată apoi în 2006 după ce bannerul a fost capturat de rapidiști), Furieux, Excentric, Devils (toate în 2006), Furieux mutăndu-se în vara lui 2007 în Peluza Sud, revenind în apoi Nord în 2009. A existat pentru o scurtă perioadă și Brigada 2011, o încercare de readucere la viață a Brigăzii Supreme, care se desființase în 2008. Suporterii Vasluiului nu au relații de frăție cu anumite peluze. În țară, au fost cunoscuți pentru scenografiile frumoase și ambiția lor, venind din unul dintre cele mai sărace orașe ale României.

### Rivalități
Principalii rivali ai Vasluiului au fost Politehnica Iași, aceștia reprezentând cel mai mare oraș din Moldova, Iași (60 de kilometri Nord de Vaslui). Rivalitatea a apărut în ediția 2001-02 a Diviziei C, când echipa care reprezenta orașul înainte de înființarea FC Vaslui, Sportul Municipal, lupta pentru promovarea în Divizia B împreună cu Poli Iași, aceasta din urmă promovând în Divizia B. Rivalitatea dintre FC Vaslui și Politehnica Iași a fost alimentată de o altă luptă pentru promovare, de data aceasta în Divizia B, sezonul 2003–04, alb-albaștrii promovând din nou în fața Vasluiului. De atunci, cele două galerii participă la ceea ce este cunoscut sub numele de „Derby-ul Moldovei”. Cu toate acestea, începând cu al doilea sezon în Liga I, după investiții masive din partea finanțatorului Adrian Porumboiu, galben-verzii și-au dominat rivalii până ce s-au desființat, în 2014. Alți rivali ai FC Vaslui au fost CFR Cluj, Oțelul Galați, Rapid București și Steaua București.

## Palmares
Liga I
- Vicecampioană (1): 2011-2012

 Liga II:
- Câștigătoare (1): 2004–2005
- Locul doi (1): 2003–2004

 Liga III:
- Câștigătoare (1): 2002–2003

 Cupa României
- Finalistă (1): 2009-2010

Cupa UEFA Intertoto
- Câștigătoare (1): 2008

UEFA Europa League
-  Faza Grupelor :(1) 2012

## FC Vaslui în cupele europene
| Cupa UEFA Intertoto 2008-2009 |     |                    |
| Finala                        |     |                    |
| Neftchi Baku                  | 2-1 | FC Vaslui          |
| FC Vaslui                     | 2-0 | Neftchi Baku       |
| Cupa UEFA 2008/09             |     |                    |
| Turul 1                       |     |                    |
| Metalurgs Liepājas            | 0-2 | FC Vaslui          |
| FC Vaslui                     | 3-1 | Metalurgs Liepājas |
| Turul 2                       |     |                    |
| Slavia Praga                  | 0-0 | FC Vaslui          |
| FC Vaslui                     | 1-1 | Slavia Praga       |

| Europa League 2009/10    |     |                          |
| Turul 3                  |     |                          |
| FC Vaslui                | 2-0 | Omonia Nicosia           |
| Omonia Nicosia           | 1-1 | FC Vaslui                |
| Play off                 |     |                          |
| FC Vaslui                | 2-1 | AEK Atena                |
| AEK Atena                | 3-0 | FC Vaslui                |
| Europa League 2010/11    |     |                          |
| Play off                 |     |                          |
| FC Vaslui                | 0-0 | Lille                    |
| Lille                    | 2-0 | FC Vaslui                |
| Liga Campionilor 2011/12 |     |                          |
| Turul 3 preliminar       |     |                          |
| FC Twente                | 2-0 | FC Vaslui                |
| FC Vaslui                | 0-0 | FC Twente                |
| Europa League 2011/12    |     |                          |
| Play off                 |     |                          |
| FC Vaslui                | 2-0 | Sparta Praga             |
| Sparta Praga             | 1-0 | FC Vaslui                |
| Faza grupelor            |     |                          |
| Lazio                    | 2-2 | FC Vaslui                |
| FC Vaslui                | 2-2 | Zurich                   |
| Sporting Lisabona        | 2-0 | FC Vaslui                |
| FC Vaslui                | 1-0 | Sporting Lisabona        |
| FC Vaslui                | 0-0 | Lazio                    |
| Zurich                   | 2-0 | FC Vaslui                |
| Liga Campionilor 2012/13 |     |                          |
| Turul 3 preliminar       |     |                          |
| Fenerbahçe SK            | 1-1 | FC Vaslui                |
| FC Vaslui                | 1-4 | Fenerbahçe SK            |
| Europa League 2012/13    |     |                          |
| Play off                 |     |                          |
| FC Vaslui                | 0-2 | FC Internazionale Milano |
| Internazionale Milano    | 2-2 | FC Vaslui                |

### Bilanț general
| Competiție                   | Ap | M  | V | E  | Î | GM | GP |
| ---------------------------- | -- | -- | - | -- | - | -- | -- |
| Liga Campionilor UEFA        | 2  | 4  | 0 | 2  | 2 | 2  | 7  |
| Cupa UEFA/UEFA Europa League | 5  | 20 | 6 | 8  | 6 | 20 | 22 |
| Cupa UEFA Intertoto          | 1  | 2  | 1 | 0  | 1 | 3  | 2  |
| Total                        | 8  | 26 | 7 | 10 | 9 | 25 | 31 |

## Jucători notabili
| - Ștefan Apostol (2006–08) - Ionuț Badea (2005–06) - Valentin Badea (2002–06) - Silviu Bălace (2007–11) - Bogdan Buhuș (2005–10) - Lucian Burdujan (2008–10) - Gabriel Cânu (2008–12) - Raul Costin (2009–13) - Marius Croitoru (2006) - Sorin Frunză (2002–08) - Adrian Gheorghiu (2006–12) - Cristian Hăisan (2002–10) - Ștefan Mardare (2006–08) - Marius Niculae (2012) - Bogdan Panait (2003–09) - Paul Papp (2009–12) | - Dănuț Coman (2012–13) - Marian Aliuță (2010) - Alin Pânzaru (2002–05) - Ionuț Balaur (2006–14) - Lucian Sânmărtean (2010–14) - Nicolae Stanciu (2012–13) - Liviu Antal (2012-2014) - Vytautas Černiauskas (2010–14) - Fernando Varela (2012–14) - Carlo Costly (2010) - Petar Jovanović (2005–12) - Adaílton (2010–12) - Cauê (2012–13) - Wesley (2009–12) - Gladstone (2010-2012) | - Willian Gerlem (2009–12) - Stanislav Genchev (2008–11) - Zhivko Milanov (2010–13) - Viorel Frunză (2004–06) - Denis Zmeu (2007–13) - Piotr Celeban (2012–14) - Hugo Luz (2008–12) - Ousmane N'Doye (2008–09), (2012–13) - Milorad Bukvić (2006–08) - Marko Ljubinković (2006–10) - Nemanja Milisavljević (2009–12) - Miloš Pavlović (2009–12) - Pavol Farkaš (2009–12) - Dušan Kuciak (2008–11) - Mike Temwanjera (2007–14) |

## Jucătorii cu cele mai multe prezențe în Liga I
| Poz. | Nume                    | Sezon                    | Meciuri | Goluri |
| ---- | ----------------------- | ------------------------ | ------- | ------ |
| 1.   | Bogdan Constantin Buhuș | 2005 - 2010              | 125     | 0      |
| 2.   | Adrian Gheorghiu        | 2006 - 2013              | 119     | 9      |
| 3.   | Sorin Frunză            | 2005 - 2008              | 114     | 35     |
| 4.   | Vasile Buhăescu         | 2005 - 2014              | 104     | 8      |
| 4.   | Bogdan Panait           | 2005 - 2006, 2007 - 2010 | 104     | 8      |
| 5.   | Marko Ljubinkovič       | 2006 - 2010              | 94      | 24     |
| 6.   | Cristian Hăisan         | 2005 - 2010              | 84      | 0      |
| 7.   | Petar Jovanović         | 2005 - 2012              | 75      | 4      |
| 8.   | Paul Papp               | 2009-2012                | 74      | 6      |
| 9.   | Milorad Bukvić          | 2006 - 2008              | 61      | 8      |

## Golgheteri ai FC Vaslui
| Poz. | Nume                  | Sezon       | Meciuri (Goluri) |
| ---- | --------------------- | ----------- | ---------------- |
| 1.   | Wesley Lopes da Silva | 2009 - 2012 | 113 (61)         |
| 2.   | Valentin Badea        | 2002 - 2006 | 103 (42)         |
| 3.   | Sorin Frunză          | 2002 - 2008 | 114 (35)         |
| 4.   | Marius Croitoru       | 2006 - 2007 | 32 (6)           |
| 5.   | Mike Temwanjera       | 2007 - 2014 | 117.. (27)       |
| 6.   | Marko Ljubinkovič     | 2006 - 2010 | 94 (24)          |
| 7.   | Viorel Frunză         | 2004 - 2006 | 43 (17)          |
| 8.   | Adrian Gheorghiu      | 2006 - 2013 | 110.. (9)        |
| 9.   | Milorad Bukvić        | 2005 - 2008 | 61 (8)           |
| 10.  | Dănuț Sabou           | 2006 - 2008 | 42 (4)           |
| 11.  | Bogdan Panait         | 2003 - 2010 | 30 (3)           |

## Cronologia clubului
Parcursul echipei FC Vaslui de când a promovat în Liga I
| Sezonul   | Performanța                                           | Antrenorii                                                                                 |
| --------- | ----------------------------------------------------- | ------------------------------------------------------------------------------------------ |
| 2005-2006 | locul 14, eliminată în optimile Cupei României        | Basarab Panduru (etapele 1-5), Mircea Rednic (etapele 6-30)                                |
| 2006-2007 | locul 8, eliminată în 16-imile Cupei României         | Gheorghe Mulțescu (etapele 1-9), Viorel Hizo (etapele 10-34)                               |
| 2007-2008 | locul 7, eliminată în 16-imile Cupei României         | Dorinel Munteanu (etapele 1-26), Emil Săndoi (etapele 27-34)                               |
| 2008-2009 | locul 5, eliminată în semifinalele Cupei României     | Viorel Hizo (etapele 1-13), Viorel Moldovan (etapele 14-32), Cristin Dulca (etapele 32-34) |
| 2009-2010 | locul 3, învinsă în finala Cupei României de CFR Cluj | Cristian Dulca (etapele 1-7), Dorin Zotincă (etapa 8-a), Marius Lăcătuș (etapele 9-34)     |
| 2010-2011 | locul 3, eliminată în 16-imile Cupei României         | Lopez Caro (etapele 1-10), Viorel Hizo (etapele 11-34)                                     |
| 2011-2012 | locul 2, eliminată în semifinalele Cupei României     | Viorel Hizo (etapele 1-18), Augusto Inacio (etapele 19-34)                                 |
| 2012-2013 | locul 5, eliminată în 16-imile Cupei României         | Marius Sumudică (etapele 1-9), Viorel Hizo (etapele 10-25), Gabi Balint (etapele 26-34)    |
| 2013-2014 | locul 5, eliminată în sferturile Cupei României       | Liviu Ciobotariu, Costinel Botez, Florin Bularda                                           |